# Musée Robert Dubois-Corneau

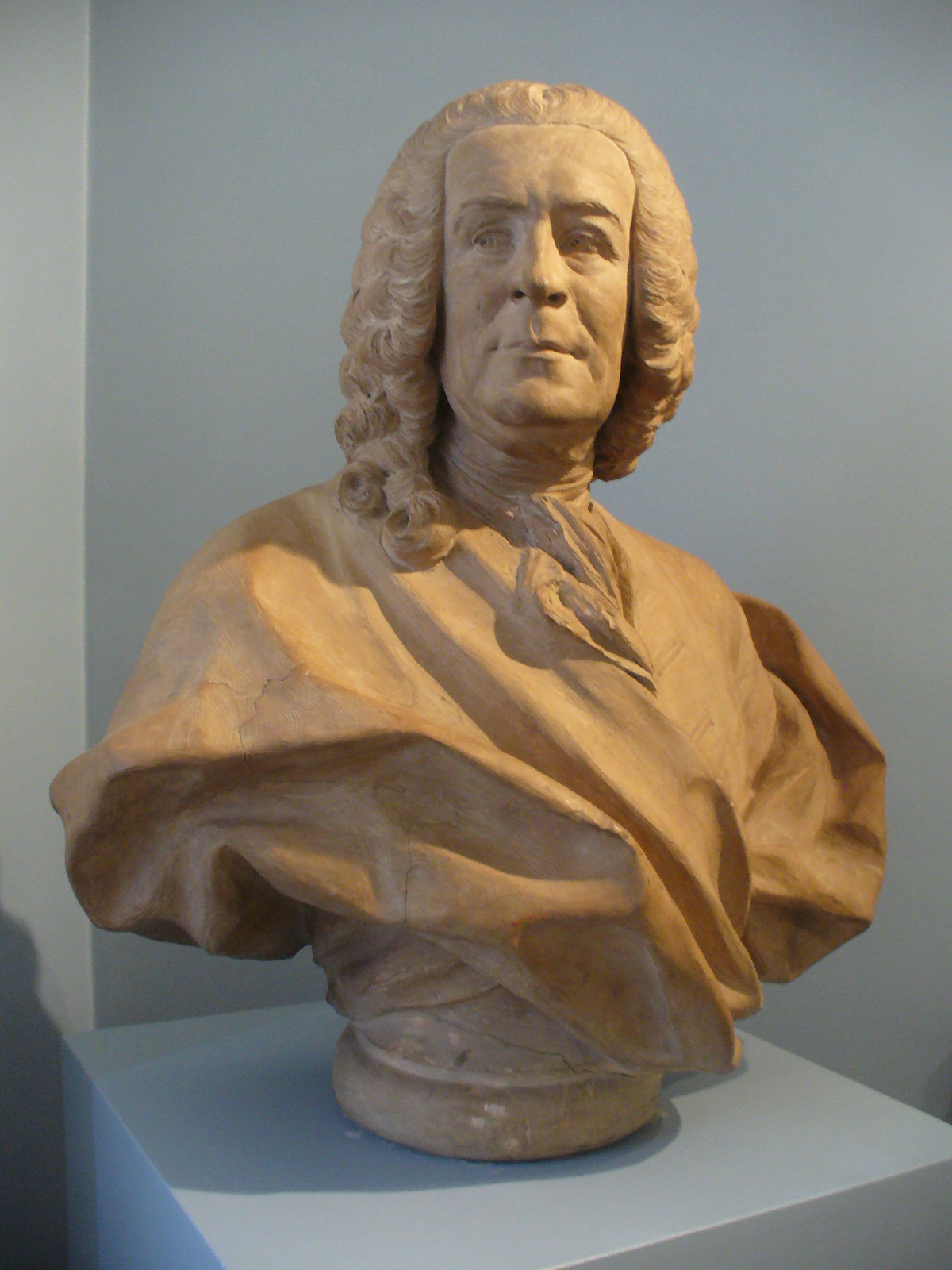
Büste des Joseph Paris-Duverney

Das Musée Robert Dubois-Corneau ist ein kunst- und lokalgeschichtliches Museum in Trägerschaft der Stadt Brunoy im französischen Département Essonne. Es hat den Status eines Musée de France.

## Geschichte
Das Museum trägt den Namen des Historikers Robert Dubois-Corneau (1876–1951), der sein Leben der Erforschung der Geschichte der Stadt Brunoy und des Tals der Yerres widmete. Seine nachgelassenen Sammlungen bildeten den Grundstock des Museumsbestandes. Sitz des Museums ist Dubois-Corneaus repräsentative Villa. Es wurde 1980 gegründet und öffnete 1982 seine Türen für die Öffentlichkeit.

## Sammlungen
Die Sammlungen des Museums umfassen Gemälde, Grafik (Zeichnungen, Stiche), Skulpturen und andere Objekte und befassen sich ganz überwiegend mit der Geschichte des Yerres-Tals, der Stadt und des Château de Brunoy sowie den in und um Brunoy ansässigen Persönlichkeiten.
Unter den Künstlern ist unter anderem der Maler Maurice Eliot mit vier Gemälden vertreten. Weitere Werke stammen von Numance Bouel, Amédée Varin und Alice Dubois, der Schwester von Robert Dubois-Corneau. Zu sehen ist ferner die Büste des französischen Bankiers Joseph Paris-Duverney von Jean-Baptiste Lemoyne (1704–1778). Ein weiterer Themenschwerpunkt gilt dem Schauspieler François-Joseph Talma. Zwei Räume sind den zeitgenössischen Tierbildhauern Maurice Prost († 1967) und Pierre Dandelot († 2007) gewidmet, die in Brunoy bzw. im benachbarten Yerres ihre Ateliers hatten.